# Der Junker von Ballantrae

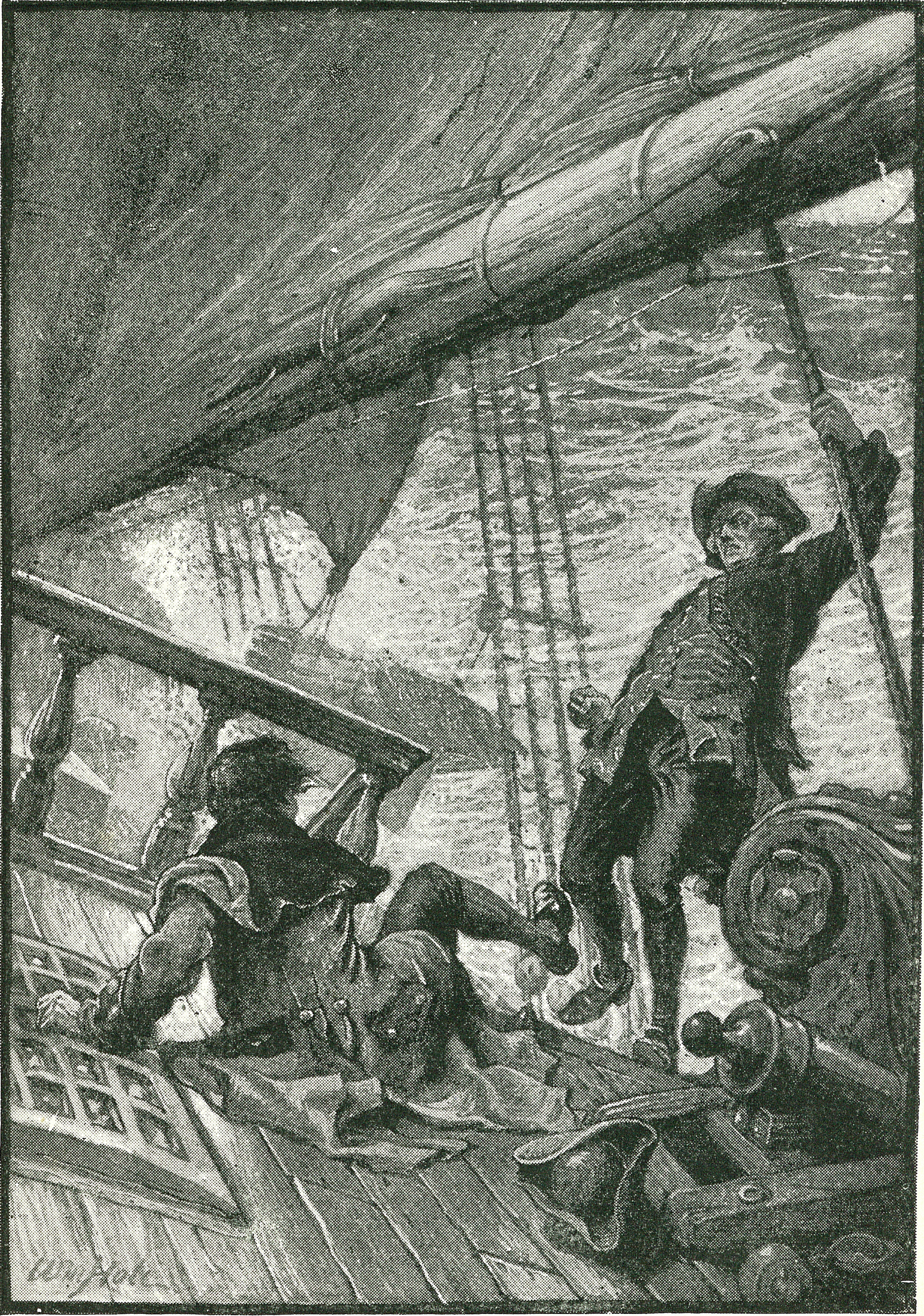
William Brassey Hole: Illustration zu
The Master of Ballantrae. Cassell, London 1896:
Während der Überfahrt von Schottland nach New York – Mr. Ephraim Mackellar will einen Mord begehen; will den Junker von Ballantrae von der Reling in die offene See stoßen.

Der Junker von Ballantrae (engl. The Master of Ballantrae. A Winter's Tale) ist ein historischer Abenteuerroman des schottischen Schriftstellers Robert Louis Stevenson, der im Winter auf das Jahr 1888 in Saranac geschrieben, am 17. Mai 1889 in Waikiki vollendet wurde und im selben Jahr bei Cassell in London erschien. Die erste Übertragung ins Deutsche brachte Velhagen 1894 in Bielefeld unter dem Titel Der Erbe von Ballantrae heraus.
Stevenson schildert in seinem Familienroman den Kampf der verfeindeten adeligen schottischen Brüder James und Henry in der Mitte des 18. Jahrhunderts. Der Autor balanciere auf der Grenzlinie zwischen Realismus und romance.

## Inhalt
Im Frühsommer 1745 sticht Prinz Charlie von Nordfrankreich aus in See und landet in Schottland. Der Stuart will die schottische und die englische Krone für sein Haus zurückgewinnen. Also stellt er eine Armee für den Kampf gegen die Engländer auf.
Auch der alte schottische Lord Durrisdeer will, um den Familienbesitz jedenfalls zu erhalten, einen seiner beiden Kinder – das sind Henry Durie (geboren um 1726) und James Durie, Junker von Ballantrae (geboren um 1722, auch Mr. Bally genannt) – in diesen Kampf gegen die Engländer schicken. Das Los fällt auf den Junker, der zugleich der Erbe ist. James überlebt 1746 die Schlacht bei Culloden. Dem Jakobiten gelingt die Flucht nach Frankreich. James wagt sich nicht auf die britische Insel zurück. Er presst jahrelang den Bruder finanziell aus. Das Gut Durrisdeer des Lords nahe bei der Stadt St. Bride am Ufer des Flusses Swift gibt die aus dem Pariser Exil geforderten Unsummen nicht her. Henry muss in Edinburgh Kredit aufnehmen.
Vor den soeben angedeuteten Pariser Eskapaden hatte James Aufenthalte im Osten Nordamerikas und an der Koromandelküste in Französisch-Indien hinter sich gebracht. Alles hatte auf der Flucht nach der verlorenen Schlacht bei Culloden begonnen: Auf dem Piratenschiff des Kapitäns Teach hatte der Junker notgedrungen mit den Wölfen geheult, sogar den Nordatlantik überquert, war von New York aus bis in die Gegend nördlich von Albany vorgedrungen und hatte dubiose Geschäfte mit dem Händler Mr. Jacob Chew gemacht. Daheim in Schottland hatte der Junker seine Verlobte, die begüterte Alison Graeme, zurücklassen müssen. Das Fräulein, Besitzerin eines Gutes in der Provinz New York, hatte inzwischen dem Drängen des verarmten alten Lord Durrisdeer nachgegeben und am 1. Juni 1748 dessen brav daheimgebliebenen Sohn Henry Durie geheiratet. Aus der Ehe geht bald Katherine und viel später Alexander (geboren am 17. Juli 1757) hervor.
Der Junker kehrt schließlich mit Hilfe von Piraten aus Paris nach Durrisdeer zurück, nistet sich auf dem Landsitz ein und erschleicht sich das Vertrauen von Katherine. Am 27. Februar 1757, ein paar Monate vor Alexanders Geburt, schlägt Henry den Bruder absichtlich auf den Mund. Darauf ersticht er seinen Bruder scheinbar im daraus folgenden Duell. Als Henrys Sekretär Mr. Ephraim Mackellar, Augenzeuge der Auseinandersetzung, später zum Platz des Duells zurückkehrt, ist der Körper des älteren Bruders aber verschwunden. Sofort vermuten sie, dass Schmuggler den Junker außer Landes gebracht haben. Hinterlassene Papiere enttarnen den ehemaligen Jakobiten als einen Spitzel der englischen Krone, doch Mrs. Henry verbrennt diese Dokumente, mit denen man sich vor den Erpressungen des Junkers schützen könnte.
Es scheint, als sei Mr. Henry, der bei dem Vorfall einen traumatischen Schock, möglicherweise auch einen Schlaganfall erhielt, nicht mehr ganz bei Verstande. Früher sparsam und arbeitsam, wird er in Geldangelegenheiten nachlässig und ermüdet rasch. Das Duell bereut er nicht, sondern bedauert nur sein Misslingen. Nachdem der Vater gestorben ist, wird Henry der neue Lord Durrisdeer.
Im Frühjahr 1764 kehrt der auferstandene Junker zum zweiten Mal mittellos nach Durrisdeer, diesmal mit dem Inder Secundra Dass im Gefolge, heim. Angeblich ist der treue indische Begleiter, ein Goldschmied, zu jeder Tat, auch zu einem Mord, für seinen Herrn bereit. Der Lord wünscht den Bruder in die Hölle und flüchtet mit der Familie vor dem unangemeldeten Besuch nach dem geheim gehaltenen Reiseziel New York. Drei Wochen darauf folgt Bruder James, hochbegabt mit detektivischem Spürsinn für wahrscheinliche Fluchtrichtungen. Der Bruder verschließt vor dem Ankömmling aber sein Haus, steht der Junker doch nach Aussage eines gewissen Händlers Mr. Jacob Chew aus Albany seit Jahren schon unter Mordverdacht. James behaupte dagegen, der verschwörerische Bruder Henry halte seinen rechtmäßigen Platz als Lord besetzt. Lord Durrisdeer zahlt seinem Bruder trotz der Zwistigkeiten einen Unterhalt. Dieser macht sich darüber hinaus als Flickschneider selbstständig, jedoch eher, um sich öffentlich als verarmt und seinen Bruder als geizig darzustellen.
Dies endet, als der vermutliche Pirat Kapitän Harris mit seinen Männern im New Yorker Hafen anlegt. Mit Harris und anderen Zwielichtigen zieht der Junker in die Wildnis der Adirondack Mountains. Dort hatte der Adlige während seiner einstigen Flucht einen Schatz vergraben, der nun gehoben werden soll. Der Junker ahnt, dass der Anteil an dem Schatz für Harris nur ein Draufgeld ist, da er eigentlich vom Bruder als Mörder gedungen wurde. Also beschließt der Junker zu sterben. Durch den „Tod“ will er sich offenbar seinen potentiellen Mördern entziehen. Während der gefahrenvollen Reise wird ab und zu ein Expeditionsmitglied in der Indianergegend morgens skalpiert und tot aufgefunden. Der Junker erkrankt. Vor seinem Tode verrät er dem mitreisenden Händler John Mountain das Versteck. Der Inder Secundra Dass begräbt seinen Herrn. Lord Durrisdeer kann sein Glück nicht glauben. Von Albany aus bricht er in die Berge zu den Ufern des Lake Champlain auf. Vor Ort besteht er auf der Exhumierung des Bruders. Der Inder erledigt das unaufgefordert. Als der freigelegte Leichnam kurz die Augen aufschlägt, stürzt der herbeigeeilte Lord Durrisdeer tot zu Boden. Entgegen Dass' Hoffnungen gelingt die endgültige Wiedererweckung seines Herrn jedoch nicht.

## Form
Die Rahmenerzählung wurde nachträglich geschrieben und erstmals 1898 im letzten Band der Stevenson-Gesamtausgabe posthum veröffentlicht.
Die Handlung des Romans läuft über zwanzig Jahre. Ich-Erzähler ist Mr. Ephraim Mackellar, Verwalter auf dem Gut Durrisdeer. Im Stile eines souveränen Herausgebers flicht dieser eigentlich „hausbackene“ (so Stevenson im Vorwort) Magister der philosophischen Fakultät der Universität Edinburgh Berichte zweier Herren in seinen Text ein, wenn er nicht vor Ort gewesen war: Als der Junker aus Schottland in den Osten Nordamerikas flieht, lässt Mackellar einen Augenzeugen, den Iren Oberst Francis Burke, erzählen. Der Oberst, Träger des St.-Louis-Ordens, ist ein Busenfreund des Junkers. Und als der Junker gegen Romanende sich in die Indianer-Wildnis nördlich von Albany wagt, um seinen Schatz zu bergen, kommt der Händler John Mountain, ein weiterer Augenzeuge, zu Wort.
Mackellar untertreibt im Überschwang der Erzählergefühle – er nennt sich einen schlechten Beobachter – und greift gern vor. So verspricht er: „… wie ich bald erzählen werde.“ Oder er führt unvermittelt den Inder Secundra Dass ein und orakelt, alles finale Übel wurzele in den Englischkenntnissen des Inders. Schließlich verrät der überaus geschwätzige Mackellar in der letzten New Yorker Episode den Schluss: Als Kapitän Harris in New York anlegt, plaudert der Erzähler über den mit dieser Landung unmittelbar bevorstehenden Tod der beiden verfeindeten Brüder in der frühwinterlichen Wildnis nördlich von Albany.
Die im Artikelkopf gewählte Genre-Bezeichnung „historischer Abenteuerroman“ ist nicht abwertend gemeint. Dölvers arbeitet die intellektuelle Komponente des Textes heraus, wenn er „die Ironie verschiedener sich überlagernder Darbietungsperspektiven“ betrachtet, „die den Leser in das Rätsel des Bösen“ hineinzögen. Der Text lässt sich nicht als Schwarz-Weiß-Malerei abtun. Anfangs und über weite Strecken sieht es zunächst ganz so aus, als verkörpere der Junker das Böse und sein Bruder das Gute. In der zweiten Romanhälfte geht die Entwicklung in andere Richtung, aber eben nicht zwingend, sondern von Rückziehern begleitet. Nachdem Mr. Henry endlich Lord Durrisdeer geworden ist, vernachlässigt er seine Gattin. Früher hatte Lady Alison dem Gatten die kalte Schulter gezeigt und dem heißgeliebten Junker nachgetrauert. Deshalb und weil der neue Lord das unselige Duell nicht bereut, wendet sich Mackellar von seinem Herrn ab, dies aber nicht ohne Selbstzweifel, und stattdessen der Lady, ihrer Tochter Katherine und James zu. Zwar schildert er den Junker durchweg als „hinterlistigen Teufel“, aber – genauer besehen – macht er für den „Werdegang“ des Junkers zum Kriminellen die abenteuerliche Flucht nach Frankreich als Ursache fest. Bereits zu Romananfang, auf dem Schiff des Kapitäns Teach, wird man entweder Quartiermeister der Seeräuber oder geht als anständiger Kerl über die Planke. Als Mackellar zwanzig Jahre später gegen Romanende den Junker nach New York begleitet, macht er dem Abenteurer Mut. Er möchte gerne in ihm jemanden sehen, der das Zeug zum guten Menschen hat. Auf der stürmischen Seereise versucht Mackellar erfolglos den Widersacher zu ermorden. Das Verhältnis beider scheint sich dadurch jedoch zu bessern, da der Junker mehr Achtung für Mackellar empfindet und der Sekretär einen Einblick in dessen Charakter erhält. Summa summarum: Der Junker wird seiner Rolle als Titelfigur letztendlich in den Augen des Lesers gerecht. Er wird zum Herrn (Master, wie der englische Titel sagt) Mackellars und Henrys. Reinbold meint hingegen, der Junker entwickele sich nicht. Außerdem konstatiert Reinbold, Mackellar wende sich von seinem Herrn ab, weil er von der Suggestion des Junkers gefangen werde. James’ überhebliche Art wandelt sich dennoch nicht.
In die Handlung sind auch kleine Nebengeschichten eingearbeitet, so z. B. über ein uneheliches Kind des Junkers.
Mr. Mackellar nutzt gelegentlich die Seemannssprache – zum Beispiel: „… wie... der Logger mit backgebrasstem Focksegel wartend dalag.“

## Historische und literarische Einflüsse
Stevenson nennt zwei Vorbilder für den Text – einmal das Schicksal des Marquis von Tullibardine und zweitens die Story von einem scheintoten indischen Fakir, der begraben überlebt habe. Eine Inspiration erhielt er außerdem durch Frederick Marryats The Phantom Ship. Hingegen gestaltete er die Figur des Burke bewusst detailarm, um ihn nicht als Kopie Barry Lyndons erscheinen zu lassen.
Das Werk erinnert an die verfeindeten Söhne des 1. Duke of Atholl in jakobitischen Revolution 1745/46. Henry ist ein englischer Königsname, der Name James verweist hingegen auf das Haus Stuart. Der rote Faden der Handlung lehnt sich an Vergils Aeneis an, die von den Parteigängern der Jakobiten als Analogie zum Schicksal der Stuarts vereinnahmt wird, wobei diese Inanspruchnahme nicht der Glorifizierung der Vergangenheit dient, sondern auf eine allerdings fragwürdige Zukunft durch die angestrebte Neubegründung der schottischen Monarchie unter Bonnie Prince Charlie verweist – einem Meister der Täuschung, dessen Verhalten vom Master kopiert wird. Dieser definiert die Welt als „Tummelplatz von Halsabschneidern und Taschenspielern“. Der Master bezeichnet sich selbst als einen Aeneas, der aus den qualmenden Trümmern seines Vermögens in Indien (= Troja) floh und einen zweiten Anchises mit sich trug, und auch Lord Durrisdeer vergleicht ihn mit Aeneas. Die Amerikaner behandeln den Master mit Feindseligkeit, die Indianer und Trapper trachten ihm nach dem Leben – eine Analogie zu den schottischen Clans, die nur zur englischen Krone stehen, weil sie dafür bezahlt werden. Stevenson treibt die Parodie des utopischen (Neu-)Gründungsmythos der Stuarts durch die Einführung einer Fälschung der Kopie des Helden auf die Spitze.

## Zeugnisse bedeutender Autoren zum Roman
- Ich las mit größter Spannung den „Junker von Ballantrae“ […]. Vor allem imponiert ein Dialog von begeisternder dramatischer Schlagkraft. Thomas Mann
- „Der Junker von Ballantrae“: seltsames Buch, in dem alles ausgezeichnet ist, aber so heterogen, dass es als Musterkarte all dessen erscheint, worin Stevenson zu glänzen vermag. André Gide
- […] das außerordentliche Beispiel eines Abenteuerromans, in dem die Sympathie des Lesers zu dem Abenteurer […] sich erst mühsam durchsetzen muss. Wie gesagt: eine Erfindung allerersten Ranges. Bertolt Brecht
- Ich will Sie noch auf ein wenig bekanntes Buch hinweisen, das ich vor kurzem las und das ich an Bedeutung für mich über fast alle großen Romane […] stelle. Es ist der „Junker von Ballantrae“ von Stevenson. Verschaffen Sie sich das, wenn Sie können. Walter Benjamin

## Rezeption
- L. A. Fiedler[28] habe in seiner Besprechung den Junker als vereinzeltes, weil im Exil lebendes Individuum, betrachtet. Dölvers sieht im Verwaistsein des Junkers eine der Triebfedern für seine diversen Abenteuerfahrten.[29]
- Die im Kopf des Abschnitts Inhalt angesprochene Historie verwende Stevenson lediglich als Folie. Die Protagonisten handelten Wirzberger zufolge privat motiviert.[30] Er sieht das Duell der Brüder als den Höhepunkt des Romans.[31]
- Dölvers betont „die sprachliche Komplexität dieses Werkes“. Auch daraus resultiere das beständige Leserinteresse an dem Roman bis in unsere Zeit.[32] Stevenson sei als jugendlicher Leser bei Maria Edgeworth in die Lehre gegangen. In ihrem Castle Rackrent[33] aus dem Jahr 1800 sei der Verwalter Mackellar im Verwalter Thady Quirk vorgebildet.[34] Dölvers geht auf das schottische Presbyterianertum[35] und den beschränkten Horizont[36] des „ach so unzulänglichen“[37] Erzählers Mackellar ein. Zunächst begleite Mackellar den Junker nach New York, weil er dem Treiben des Bösen Einhalt gebieten möchte.[38] Dölvers behauptet, die Feinde des Junkers in der nordamerikanischen Wildnis würden nachts nicht von den Indianern skalpiert, sondern von dem Inder Secundra Dass.[39]

## Verfilmungen
Spielfilm
- 5. August 1953, USA: The Master of Ballantrae[40] (deutsch: Der Freibeuter[41]) von William Keighley mit Errol Flynn als James Durie, Roger Livesey als Oberst Francis Burke, Anthony Steel als Henry Durie, Beatrice Campbell[42] als Alison Graeme, Felix Aylmer als Lord Durrisdeer, Mervyn Johns als Ephraim Mackellar und Yvonne Furneaux als Jessie Broun.

Fernsehfilme
- 1962: The Master of Ballantrae von Pharic MacLaren mit John Cairney als James Durie, John Breslin als Henry Durie, Leonard Maguire[43] als Oberst Francis Burke, Hilary Thomson als Alison Graeme, Paul Kermack[44] als Ephraim Mackellar, David Steuart als Lord Durrisdeer und Phil McCall[45] als Secundra Dass.[46]
- 14. März 1974, Mexiko: El señor de Osanto von  Jaime Humberto Hermosillo mit Daniela Rosen, Hugo Stiglitz und Mario Castillón Bracho.[47]
- 1975: The Master of Ballantrae von Fiona Cumming mit Brian Cox, Brigit Forsyth[48] und Julian Glover.[49]
- 1979, Italien: Il signore di Ballantrae[50] von Anton Giulio Majano mit Giuseppe Pambieri[51] als James Durie,  Gino Lavagetto als Oberst Francis Burke,  Gino La Monica[52] als Henry Durie, Mita Medici[53] als Alison Graeme, Andrea Bosic als Lord Durrisdeer, Giancarlo Zanetti[54] als Ephraim Mackellar und Carla Todero als Jessie Brown und Simona Domenino als Katherine.
- 31. Januar 1984, USA: The Master of Ballantrae von Douglas Hickox mit Michael York als James Durie,  Timothy Dalton als Oberst Francis Burke, Richard Thomas als Henry Durie, Finola Hughes als Alison Graeme, John Gielgud als Lord Durrisdeer, Ian Richardson als Ephraim Mackellar, Kim Hicks als Jessie Broun und  Pavel Douglas[55] als Bonnie Prince Charlie.

## Deutschsprachige Literatur

### Ausgaben
- Der Junker von Ballantrae. Roman. Übersetzer: Alphonse Neumann. Reiß Verlag, Berlin 1911, 349 Seiten, Leinen
- Der Junker von Ballantrae. Übersetzer: Paul Baudisch, München 1924.
- Der Junker von Ballantrae. Eine Wintermär. Aus dem Englischen von Curt Thesing. Buchenau & Reichert, München 1925. 352 Seiten
- Der Junker von Ballantrae. Peter J. Deftergaard Verlag, 1926. 272 Seiten. Fraktur
- Der Junker von Ballantrae. Ein Roman abenteuerlicher Schicksale. Deutsche Originalübertragung von Ed. O. Paget. Gnadenfeld & Co., Berlin um 1930. 272 Seiten
- Der Junker von Ballantrae. Ein Abenteurerroman. Übertragen von Heinrich Siemer. Mit Zeichnungen von Franz Danksin. Deutsche Buch-Gemeinschaft, Berlin 1933, 383 Seiten
- Der Junker von Ballantrae. Hesse & Becker Verlag, Leipzig um 1935, 348 Seiten, Leinen
- Der Junker von Ballantrae. Eine Wintermär. Aus dem Englischen von Paul Baudisch und Curt Thesing. Cassianeum, Donauwörth 1949. 297 Seiten
- Der Junker von Ballantrae. Roman. Aus dem Englischen von Lore Krüger. Aufbau Berlin 1959, 291 Seiten
- Robert Louis Stevenson: Der Junker von Ballantrae. Roman. Aus dem Englischen von Arthur Nestmann und Gottheld Dehnert. Nachwort: Karl-Heinz Wirzberger. Dieterich’sche Verlagsbuchhandlung, Leipzig 1963. 295 Seiten[A 7]
- Der Junker von Ballantrae. Diogenes Verlag, Zürich 1979 (detebe-Taschenbuch), ISBN 3-257-20703-4
- Der Junker von Ballantrae. Voltmedia, Paderborn 2005, 317 Seiten, ISBN 3-937229-47-7
- Der Leichenräuber. Der Junker von Ballantrae. Aus dem Englischen von Curt Thesing und Richard Mummendey. Hörbuch (7 Audio CDs).  Sprecher: Hans Helmut Dickow und Gert Westphal. Produziert vom NDR 1984 und 1986. Verlag Grosser & Stein, Pforzheim 2007. ISBN 978-3-86735-252-9
- Der Master von Ballantrae. Eine Wintergeschichte. Übersetzung und Nachwort: Melanie Walz. Hamburg 2010. (Nach der Penguin-Ausgabe London 1996, hrsg. von Adrian Poole.)

### Sekundärliteratur
- Horst Dölvers: Der Erzähler Robert Louis Stevenson. Interpretationen. Francke Verlag, Bern 1969, ohne ISBN, 200 Seiten.
- Michael Reinbold: Robert Louis Stevenson. Rowohlt, Reinbek 1995, ISBN 3-499-50488-X.